# Balancín (máquina de vapor)

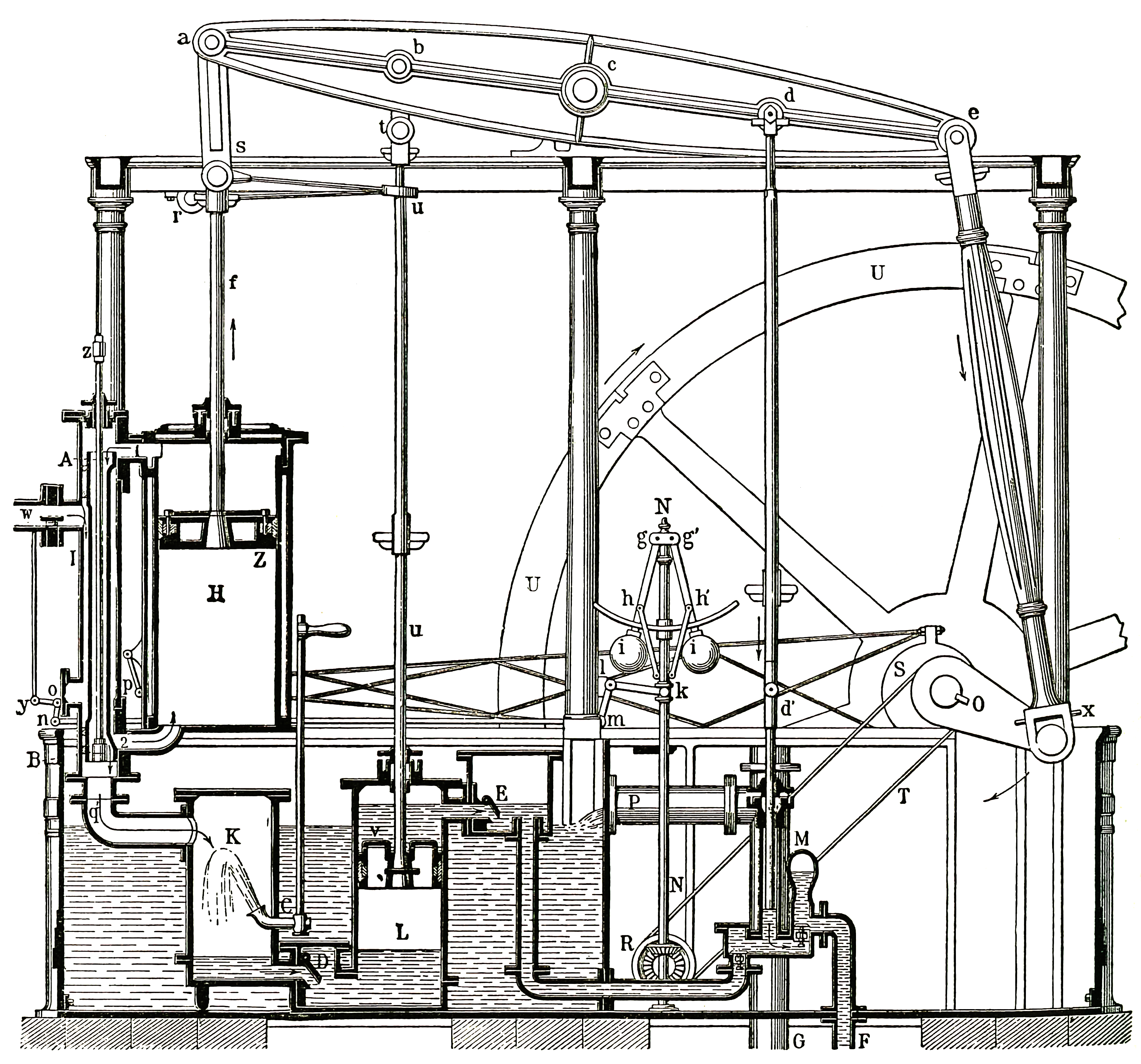
a-b-c-d-e Balancín

En una máquina de vapor, se llama balancín a una barra fuerte e inflexible de hierro, que tiene un movimiento circular alternativo alrededor de un eje fijo o algunas veces móvil y que sirve para trasmitir a todos sus puntos la potencia que recibe en uno de ellos. 
El balancín es uno de los órganos propios para transformar el movimiento alternativo, rectilíneo, en otro circular continuo. El movimiento del balancín no debe exceder de ciertos límites y por lo regular 38° es el máximun del ángulo formado entre sus posiciones extremas. En los barcos de vapor, donde es preciso acomodarse a dimensiones limitadas, se ponen dos balancines más pequeños colocados por fuera y a cada lado de la máquina y girando en un eje común.